# Liste russischsprachiger Schriftsteller
Diese Liste enthält sowohl Schriftsteller als auch Dichter, die auf Russisch geschrieben haben.
Siehe auch:
- Liste sowjetischer Schriftsteller
- Liste belarussischer Schriftsteller
- Liste ukrainischsprachiger Dichter

## A
- Çingiz Abdullayev (* 1959)
- Narine Abgarjan (* 1971)
- Fjodor Abramow (1920–1983)
- Bella Achmadulina (1937–2010)
- Anna Achmatowa (1889–1966)
- Arkadi Adamow (1920–1991)
- Alexander Adamowitsch (1927–1994)
- Georgi Adamowitsch (1892–1972)
- Alexander Afinogenow (1904–1941)
- Wassili Afonin (1939–2021)
- Boris Agapow (1899–1973)
- Jeremei Aipin (* 1948)
- Tschingis Aitmatow (1928–2008)
- Gennadi Ajgi (1934–2006)
- Sergei Aksakow (1791–1859)
- Wassili Aksjonow (1932–2009)
- Boris Akunin (* 1956)
- Mark Aldanow (1886–1957)
- Wladimir Alejnikow (* 1946)
- Wassili Alexandrowski (1897–1934)
- Gennadi Alexejew (1932–1987)
- Gleb Alexejew (1892–1938)
- Margarita Aliger (1915–1992)
- Anna Altschuk (1955–2008)
- Daniil Andrejew (1906–1959)
- Leonid Andrejew (1871–1919)
- Innokenti Annenski (1855–1909)
- Olga Anstej (1912–1985)
- Pawel Antokolski (1896–1978)
- Alexandra Antonowa (1932–2014)
- Alexei Apuchtin (1840–1893)
- Alexei Arbusow (1908–1986)
- Wladimir Aristow (* 1950)
- Wladimir Arsenjew (1872–1930)
- Michail Arzybaschew (1878–1927)
- Alexander Askoldow (1932–2018)
- Eduard Assadow (1923–2004)
- Nikolai Assejew (1889–1963)
- Wiktor Astafjew (1924–2001)
- Alexei Atschair (1896–1960)
- Lera Auerbach (* 1973)
- Arkadi Awertschenko (1881–1925)
- Wassili Awsejenko (1842–1913)
- Gerassim Awscharjan (* 1972)
- Awwakum (1620–1682)

## B
- Isaak Babel (1894–1940)
- Konstantin Badigin (1910–1984)
- Eduard Bagrizki (1895–1934)
- Grigori Baklanow (1923–2009)
- Michail Bakunin (1814–1876)
- Konstantin Balmont (1867–1942)
- Natalja Baranskaja (1908–2004)
- Jewgeni Baratynski (1800–1844)
- Agnija Barto (1906–1981)
- Askold Baschanow (1934–2012)
- Demjan Bedny (1883–1945)
- Alexander Bek (1903–1972)
- Alexander Beljajew (1884–1942)
- Andrei Bely (1880–1934)
- Grigori Belych (1906–1938)
- Nina Berberowa (1901–1993)
- Olga Bergholz (1910–1975)
- Georgi Berjosko (1905–1982)
- Alexander Bestuschew (1797–1837)
- Alexander Besymenski (1898–1973)
- Witali Bianki (1894–1959)
- Dmitri Bilenkin (1933–1987)
- Wladimir Bill-Belozerkowski (1885–1970)
- Sergei Birjukow (* 1950)
- Andrei Bitow (1937–2018)
- Alexander Blok (1880–1921)
- Pjotr Boborykin (1836–1921)
- Ossip Bodjanski (1808–1877)
- Alexander Bogdanow (1873–1928)
- Juri Bondarew (1924–2020)
- Valeri Brainin-Passek (* 1948)
- Max Bremener (1926–1983)
- Georgi Brjanzew (1904–1960)
- Waleri Brjussow (1873–1924)
- Joseph Brodsky (1940–1996)
- Michail Bulgakow (1891–1940)
- Faddei Bulgarin (1789–1859)
- Kir Bulytschow (1934–2003)
- Iwan Bunin (1870–1953)
- Dawid Burljuk (1882–1967)
- Nikolaj Burljuk (1890–1920)

## C
- Juri Chanon (* 1965)
- Daniil Charms (1905–1942)
- Michail Cheraskow (1733–1807)
- Welimir Chlebnikow (1885–1922)
- Nikolai Chmelnizki (1789–1845)
- Wladislaw Chodassewitsch (1886–1939)
- Igor Cholin (1920–1999)

## D
- Wladimir Dal (auch: Dahl) (1801–1871)
- Arkadi Dawidowitsch (1930–2021)
- Denis Dawydow (1784–1839)
- Anton Delwig (1798–1831)
- Andrej Dementjew (1928–2018)
- Georgi Demidow (1908–1987)
- Gawriil Derschawin (1743–1816)
- Alexander Dobroljubow (1876–1945)
- Nikolai Dobroljubow (1836–1861)
- Jewgeni Dolmatowski (1915–1994)
- Darja Donzowa (* 1952)
- Fjodor Dostojewski (1821–1881)
- Sergei Dowlatow (1941–1990)
- Julia Drunina (1924–1991)
- Wladimir Dudinzew (1918–1998)
- Nadeschda Durowa (1783–1866)

## E
- Boris Eichenbaum (1886–1959)
- Juliu Edlis (1929–2009)
- Sergei Efron (1893–1941)
- Ilja Ehrenburg (1891–1967)
- Iwan Elagin (1918–1987)
- Lew Ellis (1874–1947)
- Nikolai Erdman (1900–1970)

## F
- Alexander Fadejew (1901–1956)
- Katerina Fain (* 1975)
- Boris Falkow (1946–2010)
- Konstantin Fedin (1892–1977)
- Afanassi Fet (1820–1892)
- Alexander Fitz (* 1948)
- Wassili Fjodorow (1918–1984)
- Wassili Fjodorow (1895–1959)
- Konstantin Fofanow (1862–1911)
- Denis Fonwisin (1745–1792)
- Ruwim Frajerman (1891–1972)
- Dmitri Furmanow (1891–1926)

## G
- Cherubina de Gabriak (1887–1928)
- Arkadi Gaidar (1904–1941)
- Wsewolod Garschin (1855–1888)
- Michail Gerassimow (1889–1939)
- Wladimir Giljarowski (1855–1935)
- Jewgenija Ginsburg (1904–1977)
- Sinaida Gippius (1869–1945)
- Fjodor Gladkow (1883–1958)
- Nikolai Glaskow (1919–1979)
- Fjodor Glinka (1786–1880)
- Dmitri Gluchowski (* 1979)
- Nikolai Gogol (1809–1852)
- Iwan Gontscharow (1812–1891)
- Friedrich Gorenstein (1932–2002)
- Maxim Gorki (1868–1936)
- Sergei Gorodezki (1884–1967)
- I. Grekowa (1907–2002)
- Alexander Gribojedow (1795–1829)
- Apollon Grigorjew (1822–1864)
- Dmitri Grigorowitsch (1822–1900)
- Isabella Grinewskaja (1864–1944)
- Jewgeni Grischkowez (* 1967)
- Wassili Grossman (1905–1964)
- Semjon Gudsenko (1922–1953)
- Nikolai Gumiljow (1886–1921)
- Georgi Gulia (1913–1989)
- Georgi Gurewitsch (1917–1998)

## H
- Alexander Herzen (1812–1870)
- Sinaida Hippius (Gippius) (1869–1945)

## I
- Alexander Ikonnikow (* 1974)
- Ilja Ilf (1897–1937)
- Wera Inber (1890–1972)
- Fasil Iskander (1929–2016)
- Michail Issakowski (1900–1973)
- Alexei Iwanow (* 1969)
- Georgi Iwanow (1894–1958)
- Juri Iwanow (1928–1994)
- Wjatscheslaw Iwanow (1866–1949)
- Wsewolod Iwanow (1895–1963)
- Rjurik Iwnjew (1891–1981)

## J
- Nikolai Jakimtschuk (* 1961)
- Anatoli Janowski (1919–1990)
- Alexander Jaschin (1913–1968)
- Nikolai Jasykow (1803–1847)
- Iwan Jefremow (1908–1972)
- Wenedikt Jerofejew (1938–1990)
- Pjotr Jerschow (1815–1869)
- Sergei Jessenin (1895–1925)
- Jewgeni Jewtuschenko (1932–2017)
- Oleg Jurjew (1959–2018)
- Leonid Jusefowitsch (* 1947)

## K
- Wassili Kapnist (1758–1823)
- Nikolai Karamsin (1766–1826)
- Alexander Karasjow (* 1971)
- Rimma Kasakowa (1932–2008)
- Iwan Katajew (1902–1937)
- Walentin Katajew (1897–1986)
- Weniamin Kawerin (1902–1989)
- Dmitri Kedrin (1907–1945)
- Wera Ketlinskaja (1906–1976)
- Juri Khanon (* 1965)
- Anatoli Kim (* 1939)
- Iwan Kirejewski (1806–1856)
- Semjon Kirsanow (1906–1972)
- Nikolai Klujew (1884–1937)
- Sergei Klytschkow (1889–1937)
- Pawel Kogan (1918–1942)
- Alexei Kolzow (1809–1842)
- Michail Kolzow (1898–1940)
- Lew Kopelew (1912–1997)
- Wladimir Korolenko (1853–1921)
- Naum Korschawin (1925–2018)
- Michail Kolesnikow (1918–2012)
- Wadim Koschewnikow (1909–1984)
- Iwan Koslow (1779–1840)
- Wiktor Kriwulin (1944–2001)
- Alexei Krutschonych (1886–1968)
- Iwan Krylow (1769–1844)
- Anatoli Kudrjawitzki (* 1954)
- Wilhelm Küchelbecker (1797–1846)
- Wladimir Kunin (1927–2011)
- Alexander Kuprin (1870–1938)
- Andrei Kurkow (* 1961)
- Dmitri Kusmin (* 1968)
- Michail Kusmin (1872–1936)

## L
- Jakow Landa (1948–2005)
- Boris Lawrenjow (1891–1959)
- Pjotr Lawrow (1823–1900)
- Wassili Lebedew-Kumatsch (1898–1949)
- Michail Lermontow (1814–1841)
- Nikolai Leskow (1831–1895)
- Juri Lewitanski (1922–1996)
- Juri Libedinski (1898–1959)
- Eduard Limonow (1943–2020)
- Leonid Lipawski (1904–1941)
- Benedikt Liwschiz (1887–1938)
- Mirra Lochwizkaja (1869–1905)
- Nadeschda Lochwizkaja (1872–1952), genannt Teffi
- Swjatoslaw Loginow (* 1951)
- Michail Lomonossow (1711–1765)
- Wladimir Lugowskoi (1901–1957)
- Jewgeni Lukin (* 1950)
- Sergei Lukjanenko (* 1968)

## M
- Apollon Maikow (1821–1897)
- Wladimir Majakowski (1893–1930)
- Anton Makarenko (1888–1939)
- Sergei Malaschkin (1888–1988)
- Alexander Malyschkin (1892–1938)
- Ossip Mandelstam (1891–1938)
- Anatoli Marienhof (1897–1962)
- Georgi Markow (1911–1991)
- Samuil Marschak (1887–1964)
- Olga Martynowa (* 1962)
- Leonid Martynow (1905–1980)
- Nowella Matwejewa (1934–2016)
- Wladimir Maximow (1930–1995)
- Lew Mei (1822–1862)
- Dmitri Mereschkowski (1865–1941)
- Alexander Meschirow (1923–2009)
- Arvo Mets (1937–1997)
- Sergei Michalkow (1913–2009)
- Nikolai Minski (1855–1937)
- Iwan Mjatlew (1796–1844)
- Leonid Montschinski (1935–2016)
- Junna Moriz (* 1937)
- Boris Moschajew (1923–1996)

## N
- Wladimir Nabokow (1899–1977)
- Semjon Nadson (1862–1887)
- Wladimir Narbut (1888–1938)
- Wassili Nareschny (1780–1825)
- Sergei Narowtschatow (1919–1981)
- Nikolai Nekrassow (1821–1878)
- Wiktor Nekrassow (1911–1987)
- Iwan Nikitin (1824–1861)
- Waleri Nikolajewski (* 1939)
- Alexei Nowikow-Priboi (1877–1944)
- Nikolai Nossow (1908–1976)

## O
- Sergei Obradowitsch (1892–1956)
- Alexander Odojewski (1802–1839)
- Wladimir Odojewski (1803–1869)
- Irina Odojewzewa (1895–1990)
- Nikolai Ogarjow (1813–1877)
- Bulat Okudschawa (1924–1997)
- Nikolai Oleinikow (1898–1937)
- Juri Olescha (1899–1960)
- Pjotr Oreschin (1887–1938)
- Lew Oschanin (1912–1996)
- Lew Oserow (1914–1996)
- Wladislaw Oserow (1769–1816)
- Michail Ossorgin (1878–1942)
- Alexander Ostrowski (1823–1886)
- Nikolai Ostrowski (1904–1936)

## P
- Wera Panowa (1905–1973)
- Leonid Pantelejew (1908–1987)
- Walentin Parnach (1891–1951)
- Sofia Parnok (1885–1933)
- Boris Pasternak (1890–1960)
- Konstantin Paustowski (1892–1968)
- Karolina Pawlowa (1807–1893)
- Wiktor Pelewin (* 1962)
- Nik Perumow (* 1963)
- Jewgeni Petrow (1903–1942)
- Maria Petrowych (1908–1979)
- Ljudmila Petruschewskaja (* 1938)
- Boris Pilnjak (1894–1938)
- Dmitri Pissarew (1840–1868)
- Andrei Platonow (1899–1951)
- Alexei Pleschtschejew (1825–1893)
- German Plissezki (1931–1992)
- Alexander Poleschajew (1804–1838)
- Juri Poljakow (* 1954)
- Jakow Polonski (1819–1898)
- Simeon Polozki (1629–1680)
- Boris Poplawski (1903–1935)
- Jewgeni Popow (* 1946)
- Oleg Postnow (* 1962)
- Anatoli Pristawkin (1931–2008)
- Alexander Prochanow (* 1938)
- Kosma Prutkow (1803–1863)
- Alexander Puschkin (1799–1837)

## R
- Alexander Radischtschew (1749–1802)
- Wladimir Rajewski (1795–1872)
- Lew Rasgon (1908–1999)
- Walentin Rasputin (1937–2015)
- Irina Ratuschinskaja (1954–2017)
- Alexei Remisow (1877–1957)
- Konstantin Romanow („K.R.“) (1858–1915)
- Panteleimon Romanow (1884–1938)
- Wsewolod Roschdestwenski (1895–1977)
- Jewdokija Rostoptschina (1812–1858)
- Robert Roschdestwenski (1932–1994)
- Felix Rosiner (1936–1997)
- Wiktor Rosow (1913–2004)
- Lew Rubinstein (1947–2024)
- Nikolai Rubzow (1936–1971)
- Anatoli Rybakow (1911–1998)
- Michail Ryklin (* 1948)
- Kondrati Rylejew (1795–1826)
- Juri Rytcheu (1930–2008)

## S
- Nikolai Sabolozki (1903–1958)
- Michail Saltykow-Schtschedrin (1826–1889)
- Jewgeni Samjatin (1884–1937)
- Dawid Samoilow (1920–1990)
- Genrich Sapgir (1928–1999)
- Nikolai Sarudin (1899–1937)
- Wladimir Sasubrin (1895–1937)
- Warlam Schalamow (1907–1982)
- Sergei Schargunow (* 1980)
- Wladimir Scharow (1952–2018)
- Michail Schatrow (1932–2010)
- Anatoli Schastin (1930–1995)
- Wadim Schefner (1915–2002)
- Alexei Schemtschuschnikow (1821–1908)
- Wadim Scherschenewitsch (1893–1942)
- Anatoli Schigulin (1930–2000)
- Alexei Schipenko (* 1961)
- Michail Schischkin (* 1961)
- Wjatscheslaw Schischkow (1873–1945)
- Wiktor Schklowski (1893–1984)
- Iwan Schmeljow (1873–1950)
- Assja Schneiderman (* 1968)
- Alexander Scholkowski (* 1937)
- Michail Scholochow (1905–1984)
- Gennadi Schpalikow (1937–1974)
- Michail Schtscherbakow (* 1963)
- Nikolai Schtscherbina (1821–1869)
- Stepan Schtschipatschow (1899–1980)
- Maxime Schubert (1945–1987)
- Wassili Schukowski (1783–1852)
- Wassili Schukschin (1929–1974)
- Jewgeni Schwarz (1896–1958)
- Lidija Seifullina (1889–1954)
- Ilja Selwinski (1899–1968)
- Michail Senkjewitsch (1886–1973)
- Jelena Serebrowskaja (1915–2003)
- Igor Sewerjanin (1887–1941)
- Wiktor Sidorow (1927–1987)
- Konstantin Simonow (1915–1979)
- Andrei Sinjawski (1925–1997)
- Nikolai Slatowratski (1845–1911)
- Konstantin Slutschewski (1837–1904)
- Boris Sluzki (1919–1986)
- Jaroslaw Smeljakow (1913–1972)
- Alexander Sobolew (1915–1986)
- Sasha Sokolov (* 1943)
- Fjodor Sologub (1863–1927)
- Wladimir Solouchin (1924–1997)
- Wladimir Solowjow (1853–1900)
- Alexander Solschenizyn (1918–2008)
- Wladimir Sorokin (* 1955)
- Michail Soschtschenko (1894–1958)
- Konstantin Stanjukowitsch (1843–1903)
- Nikolai Starikow (* 1970)
- Anatolij Steiger (1907–1944)
- Dmitri Strelnikoff (* 1969)
- Arkadi Strugazki (1925–1991)
- Boris Strugazki (1933–2012)
- Dmitri Sucharew (* 1930)
- Sergei Suchinow (1950–2024)
- Alexander Sumarokow (1717–1777)
- Alexei Surkow (1899–1983)
- Wiktor Suworow (* 1947)
- Michail Swetlow (1903–1964)

## T
- Jelisaweta Tarachowskaja (1891–1968)
- Alexander Tarassow-Rodionow (1885–1938)
- Arseni Tarkowski (1907–1989)
- Nadeschda Teffi (1872–1952)
- Wladimir Tendrjakow (1923–1984)
- Nikolai Tichonow (1896–1979)
- Fjodor Tjuttschew (1803–1873)
- Tatjana Tolstaja (* 1951)
- Alexei Konstantinowitsch Tolstoi (1817–1875)
- Alexei Nikolajewitsch Tolstoi (1883–1945)
- Lew Tolstoi (1828–1910)
- Wassili Trediakowski (1703–1769)
- Juri Trifonow (1925–1981)
- Alexander Tschakowski (1913–1994)
- Wera Tschaplina (1908–1994)
- Wladimir Tscharnoluski (1894–1969)
- Anton Tschechow (1860–1904)
- Nikolai Tschernyschewski (1828–1889)
- Lew Tschorny (1890–1921)
- Lydia Tschukowskaja (1907–1996)
- Kornei Tschukowski (1882–1969)
- Iwan Turgenew (1818–1883)
- Weronika Tuschnowa (1915–1965)
- Alexander Twardowski (1910–1971)
- Juri Tynjanow (1894–1943)

## U
- Ljudmila Ulizkaja (* 1943)
- Eduard Uspenski (1937–2018)
- Pjotr Uspenski (1878–1947)
- Iossif Utkin (1903–1944)

## W
- Konstantin Waginow (1899–1934)
- Alexander Wampilow (1937–1972)
- Konstantin Wanschenkin (1925–2012)
- Boris Wassiljew (1924–2013)
- Dmitri Wenewitinow (1805–1827)
- Wikenti Weressajew (1867–1945)
- Anatoli Winogradow (1888–1946)
- Jewgeni Winokurow (1925–1993)
- Alina Wituchnowskaja (* 1973)
- Pjotr Wjazemski (1792–1878)
- Wladimir Woinowitsch (1932–2018)
- Alexander Wolkow (1891–1977)
- Alexander Wolodin (1919–2001)
- Maximilian Woloschin (1877–1932)
- Boris Worobjow (1932–2018)
- Andrej Wosnessenski (1933–2010)
- Alexander Wwedenski (1904–1941)
- Wladimir Wyssozki (1938–1980)

## Z
- Marina Zwetajewa (1892–1941)
- Leonid Zypkin (1926–1982)